# Miss São Paulo 2011
Miss São Paulo 2011 foi a 57ª edição do tradicional concurso de Miss São Paulo. A cerimônia foi realizado com a presença de quarenta candidatas no Memorial da América Latina, na capital do estado. A vencedora representou o estado no consagrado certame de Miss Brasil. O concurso foi televisionado pela Rede Bandeirantes para todo o país e apresentado por Adriane Galisteu. A vitória foi para a mariliense Rafaela Butareli.

## Resultados

### Colocações
| Colocação               | Município e Candidata |
| Miss São Paulo          | - Marília - Rafaela Butareli |
| 2º. Lugar               | - Araraquara - Mariane Silvestre |
| 3º. Lugar               | - Mairiporã - Natália Bernardes |
| Finalistas              | - Piracicaba - Jennifer Abreu - Rio Claro - Hannah Cecchetto |
| (TOP 12) Semifinalistas | - Américo Brasiliense - Rafaela Martins - Artur Nogueira - Daiane Melo - Lins - Giseli Finoti - Ribeirão Preto - Lígia Vieira - Santana de Parnaíba - Aline Pierri - São Paulo - Míriam Cruz - Sumaré - Zaidan Ribeiro |
| (TOP 27) Semifinalistas | - Americana - Thaís Ramos - Araras - Bianca Luperini - Atibaia - Tatyana Figueiredo - Campinas - Débora Selane - Catanduva - Camila Albino - Itapecerica da Serra - Pollyana Fragoso - Limeira - Dhyanaina Alvaredo - Mogi Guaçu - Pamela Nogueira - Osasco - Denise Góes - Sta. Bárbara d'Oeste - Amanda Mendes - Santo André - Caroline Santiago - Santos - Andressa Ramírez - São Carlos - Ana Paula Nardi - S. José do Rio Preto - Amabile Zanetti - Várzea Paulista - Monique Alonso |

### Premiação Especial
- A vencedora tem o direito de estar entre as semifinalistas da competição:

| Premiação         | Município e Candidata        |
| Miss Voto Popular | - Marília - Rafaela Butareli |

## Candidatas
Todas as quarenta candidatas que competiram pela coroa mais desejada do estado: 
| - Americana - Thais Socorro - Américo Brasiliense - Rafaela Oliveira - Araraquara - Mariane Silvestre - Araras - Bianca Luperini - Artur Nogueira - Dayane Melo - Atibaia - Tatyana Figueiredo - Barueri - Amanda Costa - Bertioga - Maiara Salvador - Campinas - Débora Selane - Capivari - Juliana Rodrigues - Catanduva - Camila Albino - Cotia - Andressa Borges - Holambra - Luana Wopereis - Hortolândia - Sônia Zanotelli - Itapecerica da Serra - Pollyana Morais - Itatiba - Juliana Góes - Itu - Deise Soares - Jaboticabal - Mirela Bedore - Jaguariúna - Diane Silva - Limeira - Dhyanaína Alvaredo | - Lins - Giseli Finoti - Mairiporã - Nathália Bernardes - Marília - Rafaela Butarelli - Mogi Mirim - Paloma Siqueira - Mogi Guaçu - Pâmela Nogueira - Osasco - Denise Góes - Paulínia - Jéssica Ferreira - Piracicaba - Jennifer Abreu - Porto Ferreira - Daiane Teixeira - Ribeirão Preto - Lígia Vieira - Rio Claro - Hannah Cecchetto - Santa Bárbara d'Oeste - Amanda Sousa - Santana de Parnaíba - Aline de Pierri - Santo André - Caroline Macêdo - Santos - Andressa Penteado - São Carlos - Ana Paula Nardi - São José do Rio Preto - Amabile Zanetti - São Paulo - Miriam Cruz - Sumaré - Zaidan Vieira - Várzea Grande - Monique Pirani |

## Ver Também
- Miss São Paulo
- Miss São Paulo 2012

## Ligações Externas
- Site Oficial do Miss Brasil